# Amblyopone lucida
Amblyopone lucida é uma espécie de formiga do gênero Amblyopone.